# Cynewulf (król Wesseksu)
Cynewulf (zm. 786) – król Wesseksu.

## Życiorys
Królem Wesseksu został w 757 roku po odsunięciu od władzy jego poprzednika Sigeberhta. Prowadził częste wojny z Walijczykami. W 779 roku poniósł klęskę, walcząc z królem Mercji Offą w bitwie pod Bensington. W 786 roku w Merton zabił go Cyneheard - brat Sigeberhta.